# M41DK1
M41DK1 — датская модификация американского танка M41 «Уокер Бульдог».
В середине 1980-х в Дании было принято решение о модернизации устаревших к тому времени, но всё ещё состоявших на вооружении лёгких танков M41. Первый опытный образец был изготовлен в 1986 году, в дальнейшем, к 1988 году все 53 датских танка этого типа были переоборудованы по стандарту M41DK. Общая стоимость программы модернизации составила 340 млн датских крон (в ценах 1986 года).
В ходе модернизации на танк устанавливали бортовые экраны, новый дизельный двигатель мощностью 465 л.с., лазерный дальномер, тепловизор, фильтровентиляционную установку и новую турель для зенитного 7,62-мм пулемёта.
Танки M41DK были сняты с вооружения в 1998 году.